# Посольство Казахстана в Польше
Посольство Казахстана в Польше (пол. Ambasada Kazachstanu w Polsce; каз. Польшадағы Қазақстан елшілігі) — казахстанское дипломатическое представительство, расположенное в Польше.
Должность Чрезвычайного и Полномочного Посла с 2020 года занимает Алим Кирабаев (каз. Қирабаев Әлім) — казахстанский кадровый дипломатический работник, выпускник Казахского национального университета имени аль-Фараби (1994 г.).

## История
Дипломатические отношения между Казахстаном и Польшей были установлены 6 апреля 1992 года.  Посольство Казахстана в Польше открылось в октябре 2000 года.